# Carol Lavell
Carol Elizabeth Cadwgan Lavell (* 8. April 1943 in Newport, Rhode Island; † 27. März 2023) war eine US-amerikanische Dressurreiterin.

## Leben
Carol Lavell gewann auf In The Black mit der US-Mannschaft Silber bei den Panamerikanischen Spielen 1987. Mit ihrem Hannoveraner Wallach Gifted sicherte sie bei den Olympischen Sommerspielen 1992 in Barcelona dem US-Team Bronze im Dressur Mannschaftswettkampf. Bei ihrem zweiten WM-Auftritt nach 1990 in Stockholm gewann sie mit Gifted bei den Weltreiterspielen 1994 in Den Haag die Bronzemedaille mit dem US-Team. Ihre letzte große internationale Medaille gewann Lavell mit Much Ado bei den Panamerikanischen Spielen 2003 in Santo Domingo, wo das Team der Vereinigten Staaten Mannschaftsgold gewann.
1992 wurde Caroline Lavell von dem US-Magazin The Chronicle of the Horse zum „Horseman des Jahres“ gewählt. 1993 wurde ihr vom US Equestrian Team der Whitney Stone Cup verliehen.
Nach ihrer Karriere war sie als Reitlehrerin tätig. 2009 gründete sie als Hommage an ihre Eltern, die jährlich Stipendien an junge Reiter vergaben, den Carol Lavell Advanced Dressage Prize.